# Anthophora loewi
Anthophora loewi är en biart som beskrevs av Fedtschenko 1875. Anthophora loewi ingår i släktet pälsbin, och familjen långtungebin. Inga underarter finns listade i Catalogue of Life.